# Le Quesne
Le Quesne – miejscowość i gmina we Francji, w regionie Hauts-de-France, w departamencie Somma.
Według danych na rok 1990 gminę zamieszkiwały 313 osoby, a gęstość zaludnienia wynosiła 219 osób/km² (wśród 2293 gmin Pikardii Le Quesne plasuje się na 687. miejscu pod względem liczby ludności, natomiast pod względem powierzchni na miejscu 1141.).